# Licini Damasip (senador)
Licini Damasip (en llatí Licinius Damasippus) va ser un senador romà del partit de Pompeu.
Era amb el rei de Numídia Juba I l'any 49 aC. Durant la guerra africana de Juli Cèsar, l'any 47 aC el trobem encara entre els seus enemics. Damasip i alguns altres del seu partit van intentar arribar a les costes d'Hispània amb unes quantes naus, però una tempesta els va fer desviar cap a Hipona on hi havia la flota de Publi Sitti. Els vaixells dels pompeians van ser atacats i enfonsats i Damasip va morir amb la resta de companys.